# Giàng Seo Phử
Giàng Seo Phử (16 tháng 11 năm 1951 – 8 tháng 12 năm 2017) là một chính trị gia người dân tộc H'Mông. Ông từng là Bộ trưởng – Chủ nhiệm Ủy ban Dân tộc của Chính phủ Việt Nam (2007 – 2016), Ủy viên Ban Chấp hành Trung ương Đảng Cộng sản Việt Nam Khóa IX, X, XI. nguyên là Phó trưởng ban Tổ chức TW, Nguyên Bí thư tỉnh ủy, chủ tịch Hội đồng nhân dân tỉnh, trưởng đoàn đại biểu Quốc hội của tỉnh Lào Cai. Đại biểu Quốc hội Khóa XI, XII, XIII.

## Tiểu sử
Giàng Seo Phử sinh ngày 16 tháng 11 năm 1951 tại xã Bản Phố, huyện Bắc Hà, tỉnh Lào Cai. Ông có học vị Cử nhân tốt nghiệp Đại học kinh tế quốc dân Hà Nội, Lý luận chính trị cao cấp.
Tháng 9 năm 1973 đến tháng 12 năm 1980: Cán bộ, rồi Thẩm phán, Chánh án Tòa án nhân dân huyện Bắc Hà, tỉnh Hoàng Liên Sơn.
Tháng 1 năm 1981 đến tháng 1 năm 1984: Ủy viên Ban Thường vụ Huyện ủy, Phó Chủ tịch ủy ban nhân dân huyện Bắc Hà, tỉnh Hoàng Liên Sơn.
Tháng 1 năm 1984 đến tháng 1 năm 1986: Phó Bí thư Thường trực Huyện ủy Bắc Hà, tỉnh Hoàng Liên Sơn.
Tháng 1 năm 1986 đến tháng 12 năm 1990: Phó Bí thư Huyện ủy, Chủ tịch ủy ban nhân dân huyện Bắc Hà, tỉnh Hoàng Liên Sơn. Sau đó, học tại Học viện Chính trị quốc gia Hồ Chí Minh.
Tháng 1 năm 1991 đến tháng 12 năm 1994: Tỉnh ủy viên, Bí thư Huyện ủy Bắc Hà, tỉnh Lào Cai.
Tháng 1 năm 1995 đến tháng 1 năm 2001: Ủy viên Ban Thường vụ Tỉnh ủy, Phó Chủ tịch rồi Chủ tịch ủy ban nhân dân tỉnh Lào Cai.
Tháng 1 năm 2001 đến tháng 12 năm 2005: Bí thư Tỉnh ủy, Chủ tịch HĐND tỉnh Lào Cai.
Tại Đại hội đại biểu toàn quốc lần thứ IX của Đảng, được bầu vào Ban Chấp hành Trung ương Đảng. Đại biểu Quốc hội Khóa XI.
Tháng 12 năm 2005 đến tháng 7 năm 2007: Ủy viên Trung ương Đảng, Phó Trưởng ban Tổ chức Trung ương.
Tại Đại hội đại biểu toàn quốc lần thứ X của Đảng được bầu vào Ban Chấp hành Trung ương. Đại biểu Quốc hội Khóa XII.
Tháng 8 năm 2007: Ủy viên Trung ương Đảng, Bí thư Ban cán sự Đảng, Bộ trưởng – Chủ nhiệm Ủy ban Dân tộc.
Tại Đại hội đại biểu toàn quốc lần thứ XI của Đảng, được bầu vào Ban Chấp hành Trung ương Đảng, đại biểu Quốc hội Khóa XIII.
Tại kỳ họp thứ nhất Quốc hội khóa XIII, được Quốc hội phê chuẩn tiếp tục làm Bộ trưởng – Chủ nhiệm Ủy ban Dân tộc.
Ngày 8 tháng 4 năm 2016, ông được Quốc hội khóa XIII miễn nhiệm chức vụ Bộ trưởng – Chủ nhiệm Ủy ban Dân tộc.
Ngày 8 tháng 12 năm 2017, Giàng Seo Phử qua đời tại Bệnh viện Bạch Mai, Hà Nội do bệnh nặng, hưởng thọ 67 tuổi.

## Phát ngôn
- Tháng 6 năm 2014 khi Quốc hội họp bàn về chính sách giảm nghèo, ông nêu ý kiến xem bán vé số là một nghề có thu nhập cao: "Chúng tôi nghiên cứu đồng bằng sông Cửu Long, đến vùng này tôi thấy tình hình đi làm thuê và bán vé số rất phổ biến nhưng có thu nhập cao, họ đủ trang trải cho một ngày ăn... Đối với đồng bằng sông Cửu Long những nghề như thế có được công nhận là một nghề không? Tôi gọi là nghề làm thuê, có thu nhập thì được công nhận là vấn đề xóa đói, giảm nghèo có được không? Bán vé số tôi cho là có thu nhập cao, đóng góp cho ngân sách nhà nước rất cao, chúng ta cần phải nghiên cứu tiếp vấn đề này".[6][7]